# بابه (آلمان)
بابه (به آلمانی: Baabe) یک شهر در آلمان است که در Mönchgut-Granitz واقع شده‌است. بابه ۸۹۵ نفر جمعیت دارد.